# 낙 (성씨)
낙씨(諾氏)는 한국의 사라진 성씨이다. 낙씨는 부여계 귀족의 성씨로서, 부여의 후계 국가인 두막루의 대수령, 발해에 예속되어 있던 흑수말갈의 사신, 발해의 부여부에 살다가 당나라로 투항한 장군 등의 인물이 있다.

## 개요
낙씨는 묘지명 및 문헌 사료에서 나타나는 성씨이다. 당나라의 성씨를 집대성한 《원화성찬(元和姓纂)》에 낙씨가 보이지 않기 때문에, 낙씨는 당나라의 성씨가 아닌 부여계 성씨로 추정된다. 낙개제(諾皆諸), 낙개몽(諾箇蒙), 낙사계(諾思計)가 현재 전해지는 낙씨의 인물들로, 각각 두막루, 흑수말갈, 발해, 당 소속으로 전해지고 있다.

## 주요 인물

### 낙개제
낙개제(諾皆諸)는 부여의 후계 국가인 두막루(豆莫婁)의 대수령이다. 《책부원귀(冊府元龜)》 외신부 조공조의 기록에 따르면, 당나라 현종 개원 12년(724년)에 "달말루의 대수령 낙개제(諾皆諸)가 와서 조공했다"고 적혀 있다. 여기서 달말루란 두막루를 말한다. 723년에 두막루의 2군 수령이 조공을 하기도 했다. 낙개제가 당나라에 입조한지 얼마 지나지 않아 발해와 흑수말갈에 양분되어 두막루가 멸망한 것으로 추정되며, 그 영토는 발해의 철리부와 회현부로 흡수되었다고 보고 있다.

### 낙개몽
낙개몽(諾箇蒙)은 발해의 수령이다. 725년(발해 무왕 7년, 당나라 현종 개원 13년)에 낙개몽은 발해의 사신 갈덕(謁德)과 함께 흑수말갈의 사신으로 당에 내조하여 과의(果毅)를 제수 받은 후 귀국하였다. 그리고 그로부터 3년 후인 728년 당나라에 조공한 발해 흑수부(黑水部) 수령의 이름을 열거하는 가운데에도 낙개몽이 포함되어 있다. 낙개몽이 흑수말갈 소속으로 기록되어 있음에도 불구하고, 일각에서는 흑수말갈이 발해에 예속된 상태였기 때문에 낙개몽도 발해 사신의 자격으로 입조한 것이라 주장하기도 한다.

### 낙사계
낙사계(諾思計)는 발해 부여부의 대수령으로서 당나라에 투항한 인물이다. 1988년 낙사계의 묘지명이 발견됨으로써 자세한 내역을 알 수 있게 되었다. 낙사계는 원래 발해 15부의 하나였던 부여부의 대수령으로서, 부여부는 오늘날 지린(吉林)성 눙안(農安)현에 치소(治所)를 두고 부주(扶州)와 선주(仙州) 2주를 거느리고 있던 지역이다. 낙사계가 당나라에 투항한 이유는 정확히 알려져 있지 않으나, 투항 후인 734년 낙사계는 당나라의 장군(將軍)이란 직책으로 거란과의 전투에 참여하였다. 낙사계는 당나라 현종으로부터 그 공을 인정받아 무관(武官) 종3품 벼슬인 행좌우림군장군과 농우절도사·경략대사 등의 벼슬을 지냈다. 또한 황제로부터 이민족 출신 장수에게 새 성과 이름을 하사하는 관습에 따라 당대의 명망 귀족의 성씨인 범양 노씨 성과 더불어 이름을 하사받아 노정빈(盧庭賓)이라는 성과 이름을 가지게 되었다. 748년 낙사계는 갑자기 병이 들어 경조부(京兆府) 만년현(萬年縣) 평강방(平康坊)의 마을에서 생을 마쳤다. 이 지역은 당나라 황성 바로 앞에 위치하여 고관대작들이 많이 살던 지역으로서, 낙사계가 당나라에 투항한 뒤 고위직 관료로 대우받았던 것을 알 수 있다. 1998년 출간된 《전당문보유(全唐文補遺)》 등에 낙사계의 묘지명이 실리면서 "부여부의 대수령"이라는 문구 때문에 처음에는 백제계 인물로 오인되었으나, 이후 조사를 통해 발해 부여부 대수령으로 확인되었다.

## 기타
선비족의 후예인 토욕혼의 마지막 왕이었던 모용낙갈발(慕容諾曷鉢, 재위 634년~672년)이 모용낙갈발이 아닌 낙갈발(諾曷鉢)로서 기록된 점이 있다는 것을 토대로 낙씨로 보고 이를 고구려계로 추정하는 의견이 있기도 하다.